# Dortmunder Stadtwerke

Historisches Logo der Dortmunder Stadtwerke von 2014

Die Dortmunder Stadtwerke sind ein kommunales Unternehmen in Dortmund, das zu 100 % im Besitz der Stadt Dortmund ist. Das operative Unternehmen Dortmunder Stadtwerke AG ist gemeinsam mit den anderen Unternehmensbereichen der städtischen Infrastruktur in der Dortmunder Stadtwerke Holding GmbH (DSW21) zusammengefasst.

## Unternehmensstruktur
Im Jahr 2023 erwirtschafteten die Dortmunder Stadtwerke einen Umsatz von 1584,5 Mio. Euro und beschäftigten 3913 Mitarbeiter. Dieses Gesamtergebnis resultiert aus der Vielzahl von Beteiligungen an Tochterfirmen in den Geschäftsfeldern Transport, Energie, Telekommunikation, Informationstechnologie (IT), Wohnungsbau und Stadtentwicklung. Zusammen mit der Stadt Gelsenkirchen und den Stadtwerken Bochum ist die Dortmunder Stadtwerke AG ebenfalls Hauptaktionär der Gelsenwasser AG.

### Geschäftsfelder
Die Unternehmen der Dortmunder Stadtwerke dienen alle dem Ziel der Daseinsvorsorge (städtische Infrastruktur). Sie sind in fünf Geschäftsfeldern aktiv:

#### Lebensräume
Der Bereich Lebensräume fördert die Stadtentwicklung in Dortmund, wie z. B. die Entwicklungsprojekte Stadtkrone Ost in Schüren, das Kasernengelände Suffolk, das Freizeitgelände Phoenix-See oder das Projekt Westfalentor. Das Geschäftsfeld umfasst aber auch die DOGEWO21, eine kommunale Wohnungsbaugesellschaft mit über 16.000 Wohnungen in Dortmund.

#### Mobilität und Logistik
Der Bereich Mobilität und Logistik umfasst die Verkehrssparte mit über 1900 Beschäftigten. Dazu gehören auch der Hafen Dortmund, die Dortmunder H-Bahn und der Flughafen Dortmund.

#### Energie und Wasser
Der Bereich Energie und Wasser umfasst den Energieversorger Dortmunder Energie- und Wasserversorgung DEW21 mit über 1100 Beschäftigten.

#### Entsorgung
Die Tochtergesellschaft EDG Entsorgung Dortmund ist für den Bereich Entsorgung zuständig.

#### Datennetze
Der Bereich Datennetze und Telefonie wird von der Telekommunikationsgesellschaft DOKOM21 betrieben.
Die IT-Landschaft (SAP, PCs, Server, Drucker) wird für die Dortmunder Stadtwerke AG und die DEW21 von der Tochtergesellschaft rku.it GmbH betrieben.

## Geschichte

### 19. und 20. Jahrhundert
Während des wirtschaftlichen Aufschwungs der Stadt Dortmund Mitte des 19. Jahrhunderts gründeten der Justizrat Jacob Esch, der Kaufmann Friedrich Hüttemann, der Gutsbesitzer Theodor Bilefeldt und der Hauptmann a. D. Balduin Neesen am 19. Juni 1857 die Dortmunder Actien-Gesellschaft für Gasbeleuchtung. Ab dem 21. Dezember 1856 hatte die Stadt Dortmund somit 120 neue Gasstraßenlaternen.
Durch die fortschreitende Industrialisierung erhöhte sich auch das Bedürfnis nach mehr Beleuchtung. Noch vor der Jahrhundertwende erhöhte sich der Bestand an Gasstraßenlaternen in Dortmund auf über 1000, 1914 überstieg er bereits die 2000er-Marke. Zu Beginn des Zweiten Weltkriegs standen 6180 Leuchten im Stadtgebiet. Während des Krieges wurde das Rohrnetz vollständig zerstört und die Gasversorgung kam zeitweise zum Erliegen. Nachdem dieses wiederhergestellt worden war, war zum Ende des Zweiten Weltkrieges jedoch bereits die elektrische Beleuchtung auf dem Vormarsch. In den 1960er Jahren schloss die Stadt Dortmund mit den Vereinigten Elektrizitätswerken (VEW) einen Vertrag über die Umrüstung der öffentlichen Straßenbeleuchtung ab. Die letzte Gaslaterne wurde 1972 abgebaut. Gleichzeitig trieb die Dortmunder Actien-Gesellschaft für Gasbeleuchtung bereits den Vertrieb von Erdgas voran.
1996 wurde DOKOM21 als Tochtergesellschaft der Dortmunder Stadtwerke AG gegründet. 2003 übernahm die Dortmunder Stadtwerke AG gemeinsam mit den Stadtwerken Bochum das Unternehmen Gelsenwasser.

### Familienmarke „21“
Im Jahr 1995 übernahmen die alten Dortmunder Stadtwerke (Gas, Wasser, Nahverkehr) einen Großteil des Dortmunder Stromnetzes von der damaligen VEW. Im gleichen Zug wurde die Dortmunder Energie- und Wasserversorgung (DEW) als Tochtergesellschaft gegründet. Dem Gruppennamen wurde die Zahl 21 hinzugefügt, die für die Infrastruktur im 21. Jahrhundert steht. Dementsprechend wurden auch die Namen der bereits vorhandenen Tochtergesellschaften, wie z. B. DOGEWO21, Airport21 und DOKOM21 umbenannt, um sie als konzernzugehörig zu kennzeichnen.
Im Dezember 2007 wurde erstmals eine Fusion der Dortmunder Stadtwerke AG mit der Stadtwerke Bochum GmbH diskutiert. Seit dem 9. November 2007 findet zwischen der DEW21, der Stadtwerke Bochum GmbH und der gemeinsamen Tochter Gelsenwasser AG eine Kooperation zur Speicherung von Erdgas statt.
Der ehemalige Arbeitsdirektor Manfred Kossack beendete seinen Dienst bei der Dortmunder Stadtwerke AG am 31. Dezember 2019. Nachfolger Kossacks zum 1. Januar 2020 wurde der ehemalige Aufsichtsratsvorsitzende der Kölner Verkehrs-Betriebe, Harald Kraus. Kraus hatte dem Vorstand der Dortmunder Stadtwerke AG im Rahmen einer Übergabephase von Kossack an Kraus bereits seit dem 1. Oktober 2019 angehört. Mit der Bestellung von Kraus endete die langjährige Personalunion des Arbeitsdirektors bei der Dortmunder Stadtwerke AG und DEW21.
Zum 1. Januar 2020 wurde der ehemalige Prokurist im Bereich Finanzen, Jörg Jacoby, zum Finanzvorstand der Dortmunder Stadtwerke AG berufen.
Am 23. November 2022 wurde Ulrich Jaeger als Nachfolger von Hubert Jung ins Handelsregister eingetragen. Jaeger war vormals als Geschäftsführer der Verkehrssparte der WSW mobil tätig gewesen. Am 1. Juni 2023 trat Heike Heim (DEW21) die Nachfolge als Vorstandsvorsitzende von Guntram Pehlke an.
Im September 2023 verkaufte die Dortmunder Stadtwerke AG den Energiekonzern Steag.
Als neuer Vorstandssprecher löste Jörg Jacoby nach der Sitzung des Aufsichtsrates am 22. Juli 2024 Arbeitsdirektor Harald Kraus ab, der als dienstältestes Vorstandsmitglied die Abwesenheitsvertretung von Heike Heim übernommen hatte. Die vorherige Vorstandsvorsitzende Heike Heim war in der Aufsichtsratssitzung am 10. Juli abberufen worden. Im Februar 2025 wurde Jacoby neuer Vorstandsvorsitzender.
Im Sommer 2025 wird die Betreibergesellschaft der H-Bahn in die DSW21 eingegliedert. Zum 30. Juni 2025 stellt die Tochtergesellschaft Stadtenergie GmbH das operative Geschäft ein.

## Unternehmensbeteiligungen und Tochterunternehmen
Die Dortmunder Stadtwerke AG ist an folgenden Unternehmen beteiligt:
- Flughafen Dortmund Handling GmbH, Dortmund (100 %)
- H-Bahn-Gesellschaft Dortmund mbH, Dortmund (100 %)
- Gesellschaft für Breitbandausbau Dortmund mbH, Dortmund (100 %)
- d-port Entwicklungsgesellschaft mbH, Dortmund (100 %)
- Dortmunder Stadtwerke Beteiligungsgesellschaft mbH, Dortmund (100 %)
- Dortmunder Kommunikationstechnik GmbH, Dortmund (100 %)
- Dortmunder Netz GmbH, Dortmund (100 %)
- StadtEnergie GmbH, Dortmund (100 %)
- Beteiligungsgesellschaft Werl GmbH, Dortmund (100 %)
- DOdata GmbH, Dortmund (100 %)
- DEW21 Verwaltungsgesellschaft mbH, Dortmund (100 %)
- DEW21 Windkraftbeteiligungsgesellschaft mbH, Dortmund (100 %)
- Windpark Alsleben GmbH & Co. KG, Dortmund (100 %)
- Windpark Alsleben Netzanschluss GmbH & Co. KG, Dortmund (100 %)
- Windpark Alzheim GmbH & Co. KG, Dortmund (100 %)
- Windfarm Rothenkopf GmbH & Co. KG, Dortmund (100 %)
- Windpark Schneverdingen GmbH, Dortmund (100 %)
- Windpark Plauerhagen GmbH & Co. KG, Dortmund (100 %)
- Windpark Kehrig GmbH & Co. KG, Kehrig (100 %)
- Windpark Harsahl GmbH & Co. KG, Hankensbüttel (100 %)
- Windpark Straelen GmbH, Dortmund (100 %)
- Windpark Einöllen GmbH & Co. KG, Dortmund (100 %)
- Windpark Hankensbüttel GmbH, Dortmund (100 %)
- Dortmunder Hafen AG, Dortmund (98,33 %)
- DOKOM Gesellschaft für Telekommunikation mbH, Dortmund (97,94 %)
- Dortmunder Stadtwerke AG, Dortmund (94,9 %)
- DOGEWO Dortmunder Gesellschaft für Wohnen mbH (DOGEWO21), Dortmund (90 %)
- DE Infrastruktur, Dortmund (81 %)
- Flughafen Dortmund GmbH, Dortmund (74 %)
- KEB Holding AG, Dortmund (65,12 %)
- Stadtkrone Ost Beteiligungsgesellschaft mbH, Dortmund (62,85 %)
- Stadtkrone Ost Entwicklungsgesellschaft mbH & Co. KG, Dortmund (62,85 %)
- Dortmunder Energie- und Wasserversorgung GmbH, Dortmund (60,1 %)
- Hohenbuschei Beteiligungsgesellschaft mbH, Dortmund (51 %)
- Hohenbuschei GmbH & Co. KG, Dortmund (51 %)
- Dortmund Logistik GmbH, Dortmund (51 %)
- Wasser und Gas Westfalen Beteiligungsgesellschaft mbH, Bochum (50 %)
- Wasser und Gas Westfalen GmbH & Co. Holding KG, Bochum (50 %)
- Westfalentor 1 GmbH, Dortmund (50 %)
- Projektgesellschaft für das nördliche Bahnhofsumfeld Dortmund mbH, Dortmund (50 %)
- Stadtwerke Schwerte Holding GmbH & Co. KG, Schwerte (50 %)
- Wasserwerke Westfalen GmbH, Dortmund (50 %)
- Innowa GmbH, Dortmund (50 %)
- EDG Holding GmbH, Dortmund (49 %)
- Terminal Besitzgesellschaft OS mbH & Co. KG, Osnabrück (49 %)
- rku.it GmbH, Herne (40 %)
- KSBG Kommunale Beteiligungsgesellschaft GmbH & Co. KG, Essen (36 %)
- GreenPocket GmbH, Köln (25,11 %)
- Stadtwerke Werl GmbH, Werl (25,1 %)
- KGE-Kommunale Gasspeichergesellschaft Epe mbH & Co. KG, Gronau (25 %)
- KGBE-Kommunale Gasspeicher Beteiligungsgesellschaft Epe mbH, Gronau (25 %)
- Stadtwerke Schwerte GmbH, Schwerte (3 %)

Das Eisenbahnunternehmen Dortmund-Märkische Eisenbahn (DME), das von 1999 bis 2004 den Personenverkehr auf der Linie RB52 Dortmund – Hagen – Lüdenscheid betrieb, war zu 74 % ein Tochterunternehmen der Dortmunder Stadtwerke.

## Auszeichnungen
- 2017: German Brand Award für den Überarbeitung und die Neupositionierung einer Marke auf dem Markt.[34]
- 2021: Platin-Auszeichnung der Association of Marketing and Communication Professionals[35]